# 夏野菜緒
夏野 菜緒（なつの なお、7月11日 - ）は、日本の女性声優。長崎県出身。血液型はB型。以前はアズリードカンパニーに所属していた。

## 人物
- 趣味は水墨画、釣りで、特技はウインク、タロット[1]。
- 『三者三葉』で共演する今村彩夏、渡辺はるか等からはパイセンと呼ばれている。

## 出演

### テレビアニメ
2014年
- 未確認で進行形（幼女）

2016年
- 雨色ココア in Hawaii（日本人観光客）
- 甘々と稲妻（女子生徒）
- 三者三葉（臼田桜）
- ナゾトキネ（山下良子）
- 初恋モンスター（生徒）

2018年
- アニマエール!（家庭科部部長、生徒）

### ゲーム
- シューティングガール（2015年、多々良綠、鉈橋美由紀[4]）

### 吹き替え
- 理想の結婚（女優）

### ラジオ
※はインターネット配信。
- A&G GIRLS BEAT♪ Queenty（2016年 - 2017年、超!A&G+※・ニコニコ動画※）[5]

### イベント
- AnimeJapan 2016 Queenty 名刺お渡し会[5]
- ラブリーさくら お配り会[6][7]

## ディスコグラフィ

### キャラクターソング
| 発売日        | 商品名                               | 歌                                         | 楽曲                          | 備考                           |
| ------------- | ------------------------------------ | ------------------------------------------ | ----------------------------- | ------------------------------ |
| 2016年5月18日 | 「三者三葉」キャラクターソング Vol.2 | 小田切双葉（金澤まい）＆臼田桜（夏野菜緒） | 「とぅいんくる☆そんぐ！！」   | テレビアニメ『三者三葉』関連曲 |
| 2016年5月18日 | 「三者三葉」キャラクターソング Vol.2 | 臼田桜（夏野菜緒）                         | 「ZOKKON☆チェリーブロッサム」 | テレビアニメ『三者三葉』関連曲 |